# Явоже-Дольне
Явоже-Дольне (пол. Jaworze Dolne) — село в Польщі, у гміні Пільзно Дембицького повіту Підкарпатського воєводства.
Населення — 303 особи (2011).
У 1975-1998 роках село належало до Тарновського воєводства.

## Демографія
Демографічна структура станом на 31 березня 2011 року:
|          | Загалом | Допрацездатний вік | Працездатний вік | Постпрацездатний вік |
| -------- | ------- | ------------------ | ---------------- | -------------------- |
| Чоловіки | 157     | 43                 | 98               | 16                   |
| Жінки    | 146     | 25                 | 92               | 29                   |
| Разом    | 303     | 68                 | 190              | 45                   |